# Костёл Святого Казимира (Львов)
Костёл Свято́го Казими́ра — памятник архитектуры во Львове (Украина). Костёл в разное время носил разные названия: Святой Екатерины, миссионерский,  милосердия, Святого Казимира. Находится в центральной части города, на улице Максима Кривоноса, 1 (прежние польские названия улицы — Архиепископская и Театинская), вблизи костёла кармелиток босых.

## История
Храм построен в 1656—1664 годах для монахов римокатолического ордена реформатов. На этом месте в 1630 году был основан деревянный костёл и монастырь, которые сгорели во время штурма отрядами Максима Кривоноса львовской цитадели — Высокого замка в 1648 году. В 1783 году передан австрийскими властями для организации госпиталя монахиням сёстрам милосердия, у которых находился поблизости собственный костёл.
Костёл скромный, барочный; к нему пристроен монастырский приют для сирот. Стилистика костёла испытала влияние художественного образа Иль Джезу. Здание выполнено в камне, однонефное, прямоугольное в плане, с вытянутой апсидой. Сверху храм накрыт двускатной крышей и увенчан сигнатуркой. Главный фасад костёла Святого Казимира завершён фронтоном в стиле барокко.
Здание находится в собственности Львовского института внутренних дел.